# Joseph Yobo
Joseph Phillip Yobo (Kono, 1980. szeptember 6. –) nigériai válogatott labdarúgó.  Yobo felesége a korábbi szépségkirálynő (Adaeze Igwe). A nigériai válogatott Albert Yobo öccse. Öccsét, Norumot elrabolták 2007 júliusának elején, Port Harcourtban. A rablók később váltságdíjat kértek. Végül július 17-én, 12 nappal a rablás után elengedték őt.

## Pályafutása

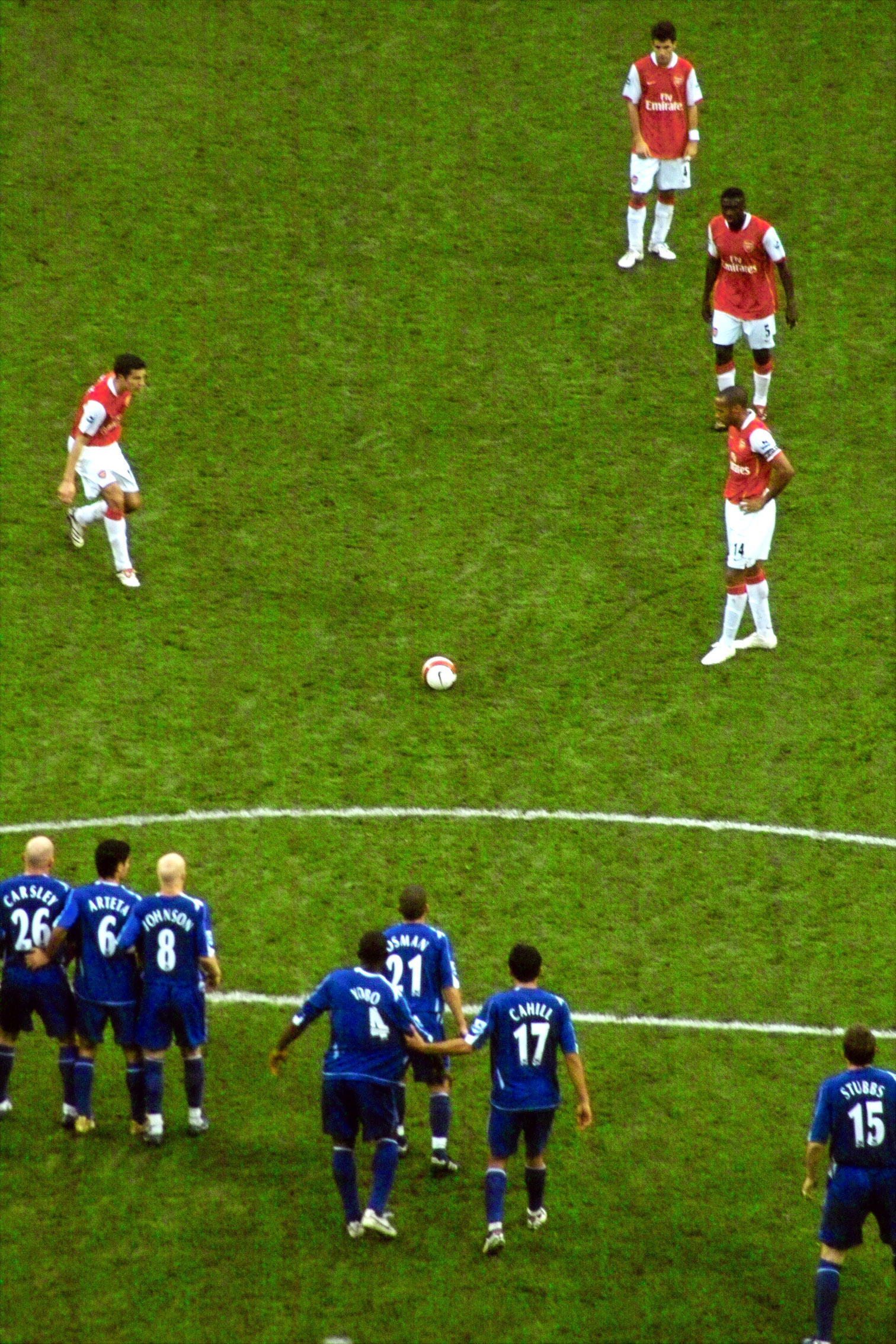
Arsenal szabadrúgás, Yobo 4-es számú mezben

Joseph Phillip Yobo az észak-nigériai Kanóban született, de Port Harcourt-ban nőtt fel , legjobb barátja, akivel együtt is nőtt fel, a Crewe Alexandra játékosa, George Abbey. 2008 újév napján házasodott meg, felesége Adaeze Igwe lett.
Yobo elment Nigériából hogy Belgiumba költözzön, ahol a Standard de Liège csapathoz csatlakozott 1998-ban. 2000-ben debütált a csapatban, végül összesen 46 meccsen lépett pályára, amin két gólt szerzett. 2001-ben az Olympique de Marseille szerződtette.
Mikor Yobo debütált a csapatban a CD Tenerife spanyol csapat érdeklődött Yobo után így kölcsönben adták a csapatnak. Körülbelül 9 hónap után Yobo visszatért a Marseille-hez, azonban nem sokkal később ismét kölcsönadták, az Evertonnak. Ő lett az új edző, David Moyes első igazolása. 2003-ban végleg megvették. Átigazolása négy millió euróba került a kisebbik liverpooli csapatnak.
Yobo a 2006-07-es szezonban végigjátszotta a bajnokság minden egyes meccsét. Ezt rajta kívül csak hat ember mondhatta el magáról az egész bajnokságban. [forrás?]
Az Arsenal 2006-ban érdeklődött Yobo iránt, de az Everton beszélt Yoboval így a Nigériai játékos nem ment az Arsenalba.
De Yobo az Evertonal aláírt egy 4 éves szerződést július 22-én, ami 2010-ig szól. Ezzel a szerződéssel Yobo egy rekordot állított elő az Evertonnál, hogy megjelenése még sokáig a klubnál marad. 2007. október 25-én csapatkapitánnyá nevezték ki. Az Európa-liga mérkőzésén a görög AE Larissa csapat ellen Yobo csapatkapitányként lépett pályára, Phil Neville távol léte miatt. Yobo lett az első afrikai személy aki irányíthatta az Everton csapatott. Első gólját a West Ham United ellen szerezte 2009. május 16-án amit az Everton 3-1 megnyert.
2009-es szezonban Yobo-nak alkalmazkodnia kellett az új védő csapattársához Sylvain Distinhez miközben a bal oldali védők Joleon Lescott és Phil Jagielka lesérültek. 2009. november 29-én szerzett Yobo egy öngólt az Everton - Liverpool FC elleni Mersey-parti rangadón, amit a Liverpool megnyert 0-2-re.

### Válogatott
Yobo a 2002-es világbajnokságon 3 mérkőzést játszott a nigériai válogatottban, az egyetlen nigériai gólnál ő adta a gólpasszt. A válogatottban való szereplése pozitív visszhangokra talált.

## Jótékonysági munka
2007-ben Joseph Yobo létrehozta a Joseph Yobo Jótékonysági Alapítványt, mely a hátrányos helyzetű nigériai gyermekeket támogatja. A szervezet 2007. július 18-ig 300 gyereket részesített tanulmányi ösztöndíjban, az elemi oktatástól az egyetemi szintig. Nigéria Ogoni régiójában labdarúgó akadémiát is alapított. Yobo Lagosban is vezetett labdarúgó edzőtáborokat.

## Statisztika
| Teljesítmény klubjában | Teljesítmény klubjában | Teljesítmény klubjában | Bajnokság | Bajnokság | Kupa              | Kupa              | Ligakupa          | Ligakupa          | Nemzetközi | Nemzetközi | Összesen | Összesen |
| Szezon                 | Klub                   | Bajnokság              | Mérk.     | Gól       | Mérk.             | Gól               | Mérk.             | Gól               | Mérk.      | Gól        | Mérk.    | Gól      |
| Belgium                | Belgium                | Belgium                | Bajnokság | Bajnokság | Coupe de Belgique | Coupe de Belgique | Ligakupa          | Ligakupa          | Európa     | Európa     | Összesen | Összesen |
| ---------------------- | ---------------------- | ---------------------- | --------- | --------- | ----------------- | ----------------- | ----------------- | ----------------- | ---------- | ---------- | -------- | -------- |
| 2000–01                | Standard de Liège      | Jupiler League         | 30        | 2         | –                 | –                 |                   |                   | –          | –          | 30       | 2        |
| Franciaország          | Franciaország          | Franciaország          | Bajnokság | Bajnokság | Coupe de France   | Coupe de France   | Coupe de la Ligue | Coupe de la Ligue | Európa     | Európa     | Összesen | Összesen |
| 2001–02                | Olympique Marseille    | Ligue 1                | 23        | 0         | –                 | –                 | –                 | –                 | –          | –          | 23       | 0        |
| Spanyolország          | Spanyolország          | Spanyolország          | Bajnokság | Bajnokság | Copa del Rey      | Copa del Rey      | Copa de la Liga   | Copa de la Liga   | Európa     | Európa     | Összesen | Összesen |
| 2001–02                | CD Tenerife            | Segunda División       | 0         | 0         | –                 | –                 | –                 | –                 | –          | –          | 0        | 0        |
| Anglia                 | Anglia                 | Anglia                 | Bajnokság | Bajnokság | FA-kupa           | FA-kupa           | League Cup        | League Cup        | Európa     | Európa     | Összesen | Összesen |
| 2002–03                | Everton                | Premier League         | 24        | 0         | –                 | –                 | 2                 | 0                 | –          | –          | 26       | 0        |
| 2003–04                | Everton                | Premier League         | 28        | 2         | 1                 | 0                 | 2                 | 0                 | –          | –          | 31       | 2        |
| 2004–05                | Everton                | Premier League         | 27        | 0         | 3                 | 0                 | 3                 | 0                 | –          | –          | 33       | 0        |
| 2005–06                | Everton                | Premier League         | 29        | 1         | –                 | –                 | 1                 | 0                 | 4          | 1          | 34       | 2        |
| 2006–07                | Everton                | Premier League         | 38        | 2         | 1                 | 0                 | 1                 | 0                 | –          | –          | 40       | 2        |
| 2007–08                | Everton                | Premier League         | 30        | 1         | –                 | –                 | 2                 | 0                 | 7          | 0          | 39       | 1        |
| 2008–09                | Everton                | Premier League         | 27        | 1         | –                 | –                 | 1                 | 0                 | 2          | 0          | 33       | 1        |
| 2009–10                | Everton                | Premier League         | 0         | 0         | –                 | –                 | 0                 | 0                 | 0          | 0          | 00       | 0        |
| Összesen               | Belgium                | Belgium                | 30        | 2         | –                 | –                 |                   |                   | –          | –          | 30       | 2        |
| Összesen               | Franciaország          | Franciaország          | 23        | 0         | –                 | –                 | –                 | –                 | –          | –          | 23       | 0        |
| Összesen               | Spanyolország          | Spanyolország          | 0         | 0         | –                 | –                 | –                 | –                 | –          | –          | 0        | 0        |
| Összesen               | Anglia                 | Anglia                 | 188       | 7         | 5                 | 0                 | 12                | 0                 | 13         | 1          | 218      | 8        |
| Karrierje összesen     | Karrierje összesen     | Karrierje összesen     | 241       | 8         | 5                 | 0                 | 12                | 0                 | 13         | 1          | 271      | 9        |

Frissítve 2009. december 16-án.

## Díjak,sikere
Everton:
- FA Kupa

 Egyéni:
- Afrikai Nemzetek Kupája Megválasztották a legjobb 11 közé,az Afrikai 2007/2008 szezonban.[14]